# São Miguel do Oeste (microregio)
São Miguel do Oeste is een van de 20 microregio's van de Braziliaanse deelstaat Santa Catarina. Zij ligt in de mesoregio Oeste Catarinense en grenst aan de microregio's Francisco Beltrão (PR), Chapecó, Frederico Westphalen (RS) en Três Passos (RS). De microregio heeft een oppervlakte van ca. 4.242 km². In 2009 werd het inwoneraantal geschat op 177.497.
Eenentwintig gemeenten behoren tot deze microregio:
- Anchieta
- Bandeirante
- Barra Bonita
- Belmonte
- Descanso
- Dionísio Cerqueira
- Guaraciaba
- Guarujá do Sul
- Iporã do Oeste
- Itapiranga
- Mondaí
- Palma Sola
- Paraíso
- Princesa
- Riqueza
- Romelândia
- Santa Helena
- São João do Oeste
- São José do Cedro
- São Miguel do Oeste
- Tunápolis

Mesoregio's: Grande Florianópolis · Norte Catarinense · Oeste Catarinense · Serrana · Sul Catarinense · Vale do Itajaí

Microregio's: Araranguá · Blumenau · Campos de Lages · Canoinhas · Chapecó · Concórdia · Criciúma · Curitibanos · Florianópolis · Itajaí · Ituporanga · Joaçaba · Joinville · Rio do Sul · São Bento do Sul · São Miguel do Oeste · Tabuleiro · Tijucas · Tubarão · Xanxerê